# Boun Oum
Boun Oum (in lao ບຸນອຸ້ມ ນະ ຈຳປາສັກ; Champasak, 12 dicembre 1911 – Boulogne-Billancourt, 17 marzo 1980) è stato un politico laotiano.
È stato per due periodi il Primo ministro del Laos, in particolare è rimasto in carica dal marzo 1948 al febbraio 1950 e poi nuovamente dal dicembre 1960 al giugno 1962.

## Biografia

### Occupazioni francese pre-bellica, giapponese e francese post-bellica
Figlio di Ratsadanay, era principe e ultimo erede del regno di Champasak. Andò in esilio all'epoca dell'occupazione giapponese, assumendo la guida del movimento di resistenza antigiapponese Lao Issara. Fu anticomunista e pertanto in netto contrasto con la fazione di Lao Issara guidata da Souphanouvong, di osservanza comunista e legato ai Viet Minh di Ho Chi Minh, con una forte componente filo-siamese. Rientrò in patria nell'autunno 1945 e riprese il controllo del regno di Champasak. Il 7 ottobre 1945, Boun Oum incontrò a Savannakhet una delegazione del Vietminh presieduta dal principe Souphanouvong, appartenente alla famiglia reale di Luang Prabang, e i due gruppi strinsero alleanza militare costituendo il Comitato del Laos Indipendente, dopo di che Souphanouvong tornò verso nord occupando Thakhek e raggiungendo Vientiane. Il 15 ottobre il movimento di resistenza Lao Issara instaurò a Vientiane (Vieng-Chan, assurta così al ruolo di capitale amministrativa pur rimanendo la sede della monarchia a Luang Prabang) il proprio governo.

### Annessione del Champasak al nuovo Regno del Laos
Abolito nel 1948 il Principato (già Regno) di Champasak, il suo territorio fu annesso al ricostituito Regno del Laos, retto da una monarchia costituzionale voluta e sostenuta dalla Francia e affidata al re di Luang Prabang Sisavang Vong. Il principe Boun Oum, ultimo sovrano di Champasak, accettò l'integrazione del principato (successivamente ridenominato Bassak o Paksè / Pakxe) nel nuovo Stato laotiano unitario nel 1946, assumendo il ruolo di Presidente del Consiglio Reale nello stesso 1948 e poi quello di ispettore generale del Regno, la terza carica istituzionale dopo quella del re e del principe ereditario, nel 1949; fu poi primo ministro dal marzo 1948 al febbraio 1950, quando fu sostituito con Phoui Sananikone.

### Nazionalisti, neutralisti, filo-comunisti: la rivalità fra i tre Principi e il coinvolgimento dei militari
Educato per diverso tempo in Cambogia e legato anche per parentela alla famiglia reale cambogiana e non a quella laotiana, alla quale appartenevano, invece, i suoi maggiori rivali politici, i principi Souvanna Phouma e Souphanouvong (rispettivamente capi della fazione neutralista e di quella filo-comunista organizzata nel "Pathet Lao"), fra loro fratellastri e nipoti del re Sisavang Vong, Boun Oum, riferimento riconosciuto della fazione anti-comunista, rispettò sempre le prerogative reali, restando leale nei confronti di Sisavang Vong e poi di Savang Vatthana, cugino di Souvanna Phouma e Souphanouvong; tuttavia, non restò estraneo alla lotta politica (e anche militare) che seguì l'indipendenza dalla Francia conquistata nel 1949 e poi sancita dal trattato di Ginevra e proclamata il 27 aprile 1954; Boun Oum non nascose le proprie riserve in ordine all'iniziativa di Souvanna Phouma di adoperarsi per coinvolgere Souphanouvong e il Pathet Lao in una coalizione di governo, trascinandosi le trattative per due anni e, dopo le elezioni avvenute nel dicembre 1955 e vinte dal Partito Nazional-Progressista di Souvanna Phouma e l'incarico a costui conferito di costituire il nuovo Governo, nel marzo 1956, Souphanouvong accettando, nel novembre 1956, l'"alleanza" propostagli dal capo dei neutralisti a detrimento dei nazionalisti di Boun Ouma. Nonostante gli accordi, il capo comunista non demordeva, tentando, nel maggio 1957, la conquista militare di Vientiane: soltanto dopo il fallimento dell'opzione militare Souphanouvong accettò, nel novembre 1957, l'"alleanza" propostagli dal capo dei neutralisti a detrimento dei nazionalisti di Boun Oum; dopo le elezioni generali svoltesi nel dicembre 1956, le elezioni suppletive nelle province appena "riconsegnate" dal Pathet Lao, ma ancora controllate dal movimento comunista, assegnarono 9 seggi al Pathet Lao, 4 seggi agli indipendentisti neutralisti, 3 seggi ai nazional-progressisti di Souvanna Phouma e 5 seggi a indipendenti di varia tendenza. In seguito alla morte del re Sisavang Vong e all'ascesa al trono del figlio Savang Vatthana, nel 1959, a seguito degli accordi tra Souvanna Phouma e Souphanouvong per la costituzione di un governo di intesa, esplose il conflitto tra la destra, guidata da Boun Oum e dal gen. Phoumi Nôsavan e la fazione neutralista guidata da Souvanna Phouma; fallito il tentativo di prendere il potere con la forza, e accettata strumentalmente l'alleanza di governo col fratellastro Souvanna Phouma, Souphanouvong acconsentì a riconsegnare, almeno formalmente, al governo di Vientiane le province occupate con l'aiuto dei Nord-vietnamiti e a incorporare le forze del Pathet Lao nelle Forze Armate nazionali, ma nel maggio 1959 interi reparti del Pathet Lao destinati ad essere incorporati nelle forze armate laotiane disertarono espatriando con armi e bagagli nel Nord Vietnam, e nello stesso mese le unità del Pathet Lao appoggiarono le truppe nord-vietnamite nell'occupazione della provincia di Sam Neua; ma l'unificazione dei due maggiori partiti anticomunisti (Nazional-Progressista e Indipendentista Progressista) nel giugno 1958 fece riconquistare a queste, guidate da Boun Oum, la maggioranza in Parlamento, mettendo in crisi il governo presieduto da Souvanna Phouma con la partecipazione dei comunisti Souphanouvong e Phoumi Vongvichit; le formazioni del Pathet Lao reagirono appoggiando le truppe nordvietnamite nell'occupazione della provincia di Sam Neua; nel maggio 1960 le forze della destra nazionalista e anticomunista coalizzate nel CDIN (Committee for the Defence of National Interests) vinsero le elezioni. Nell'agosto 1960, a seguito del colpo di Stato attuato dal cap. Kong Le, già autore, al comando del 2º Battaglione Paracadutisti, di una decisa offensiva militare contro il Pathet Lao e ora membro della fazione neutralista, Souvanna Phouma rientrò da Parigi, dove svolgeva l'incarico di ambasciatore, e, nuovamente nominato primo ministro, avviò trattative con Souphanouvong e Boun Oum per la costituzione di un Governo di unità nazionale, destinato a ricondurre il Laos a una linea “neutrale”, che fu annunciato il 21 novembre ma fu bocciato dall'Assemblea nazionale l'11 dicembre 1960; Boun Oum fu quindi incaricato dal re Savang Vatthana di formare un altro Governo, ma, a fronte del tentativo di Souvanna Phouma e Souphanouvong (nel frattempo scappati in Cambogia, sotto la protezione di Sihanouk) di scatenare una rivolta, nel dicembre dello stesso anno, mentre Boun Oum aveva assunto la guida delle forze nazionaliste filo-occidentali nel Laos settentrionale, le truppe dell'ex ministro della difesa, il filoamericano Phoumi Nôsavan, occuparono Vientiane; Souvanna Phouma fuggì dalla capitale Vientiane e creò un governo neutralista alternativo nella località di Khang Khai, alleandosi con il Pathet Lao del fratellastro Souphanouvong, mentre Boun Oum restò alla guida del Governo fino al giugno 1962, quando, definito a Ginevra un accordo per la neutralizzazione del Laos, fu sostituito con Souvanna Phouma. Sottoscritto a Vientiane un armistizio tra le fazioni nell'imminenza della seconda Conferenza Internazionale di Ginevra, nel maggio 1961 il re Savang Vatthana incaricò nuovamente Boun Oum di formare il Governo. Nel 1961, il presidente statunitense John F. Kennedy e il leader sovietico Nikita Kruscev si accordarono per l'attuazione degli accordi della Conferenza di Ginevra sulla neutralità del Laos e la fine della guerra civile. In seguito a ciò e alle difficoltà incontrate dall'Esercito Reale, gli USA invitarono il governo reale del Laos a lasciare il posto ad un governo di pacificazione nazionale e nel giugno 1962, definito a Ginevra un accordo per la neutralizzazione del Laos, Boun Oum fu sostituito con Souvanna Phouma; si ebbe così il "governo dei tre principi": Souvanna Phouma divenne primo ministro, mentre Boun Oum e Souphanouvong ebbero entrambi l'incarico di vice-primo ministro. Questo governo di coalizione fra destre, comunisti e neutralisti fu instabile e si ebbero varie fasi di tensione e discussioni, che portarono il Pathet Lao ad abbandonare il governo.. Il conflitto continuò ad infuriare e in breve tempo, anche per via della creazione da parte nord-vietnamita del cosiddetto “Sentiero di Ho Chi Minh” attraverso il territorio laotiano adiacente l'altopiano annamita e poi attraverso la pianura cambogiana a est del Mekong, per rifornire di uomini e materiali le truppe operanti nel Sud Vietnam, si fuse con la guerra del Vietnam, facendo dell'Indocina un unico teatro di guerra.

### La guerra globale indocinese
In seguito Boun Oum - sempre sostenuto dalle forze armate tramite i loro principali comandanti, quali lo stesso gen. Phoumi Nôsavan, il gen. Vang Pao, comandante delle forze speciali reclutate principalmente tra le milizie dell'etnia Hmong, il gen. Thao Ma, paracadutista e Comandante della Royal Lao Air Force poi coinvolto in una disastrosa faida con lo Stato Maggiore Generale e in particolare col gen. Sourith Don Sasorith, il gen. Thao Ly (talora indicato anche come Thao Ty), anch'egli paracadutista e capo della polizia prima di essere riassegnato alle forze speciali - rimase il capo politico riconosciuto della fazione filo-occidentale del Regno laotiano, ricoprendo più volte, dopo la carica di primo ministro, altri importanti uffici (Ministro per gli Affari religiosi dal 1966 al 1972, mantenendo il titolo di Ispettore Generale del Regno fino al 1975) negli anni della guerra civile laotiana (1953-1975), indissolubilmente legata alla guerra del Vietnam. Nel 1975 la vittoria dei guerriglieri comunisti del Pathet Lao appoggiati dalle truppe nord-vietnamite e dagli aiuti sovietici trasformò definitivamente il Laos in un satellite del regime comunista di Hanoi, le cui truppe continuarono a stazionare nel territorio laotiano. Con la proclamazione della Repubblica e l'assunzione della presidenza da parte del vecchio nemico Souphanouvong, Boun Oum, condannato a morte in contumacia, fu costretto all'esilio insieme alla sua famiglia.

## Ascendenza
|                                               |   |   | Genitori |  |  | Nonni |  |  | Bisnonni                      |  |  | Trisnonni              |  |
|                                               |   |   |          |  |  |       |  |  | Houy, Principe di Champasakti |  |  | Principe Unga, Uparaja |  |
|                                               |   |   |          |  |  |       |  |  | Houy, Principe di Champasakti |  |  | Principe Unga, Uparaja |  |
|                                               |   | … |          |  |  |       |  |  | Houy, Principe di Champasakti |  |  |                        |  |
| Nyoutithammathone, Principe di Champasakti    |   |   |          |  |  |       |  |  | Houy, Principe di Champasakti |  |  |                        |  |
|                                               |   | … | …        |  |  |       |  |  |                               |  |  |                        |  |
|                                               |   | … | …        |  |  |       |  |  |                               |  |  |                        |  |
|                                               |   | … | …        |  |  |       |  |  |                               |  |  |                        |  |
| Bua Laphan Ratsadany, Principe di Champasakti |   | … |          |  |  |       |  |  |                               |  |  |                        |  |
|                                               |   | … | …        |  |  |       |  |  |                               |  |  |                        |  |
|                                               |   | … | …        |  |  |       |  |  |                               |  |  |                        |  |
|                                               |   | … | …        |  |  |       |  |  |                               |  |  |                        |  |
| Principessa Kheuakham                         |   | … |          |  |  |       |  |  |                               |  |  |                        |  |
|                                               |   | … | …        |  |  |       |  |  |                               |  |  |                        |  |
|                                               |   | … | …        |  |  |       |  |  |                               |  |  |                        |  |
|                                               |   | … | …        |  |  |       |  |  |                               |  |  |                        |  |
| Boun Oum, Principe di Champasakti             |   | … |          |  |  |       |  |  |                               |  |  |                        |  |
|                                               | … | … |          |  |  |       |  |  |                               |  |  |                        |  |
|                                               | … | … |          |  |  |       |  |  |                               |  |  |                        |  |
|                                               | … | … |          |  |  |       |  |  |                               |  |  |                        |  |
| Chao Raja Bakinaya                            | … |   |          |  |  |       |  |  |                               |  |  |                        |  |
|                                               |   | … | …        |  |  |       |  |  |                               |  |  |                        |  |
|                                               |   | … | …        |  |  |       |  |  |                               |  |  |                        |  |
|                                               |   | … | …        |  |  |       |  |  |                               |  |  |                        |  |
| Principessa Sudhi Saramuni                    |   | … |          |  |  |       |  |  |                               |  |  |                        |  |
|                                               |   | … | …        |  |  |       |  |  |                               |  |  |                        |  |
|                                               |   | … | …        |  |  |       |  |  |                               |  |  |                        |  |
|                                               |   | … | …        |  |  |       |  |  |                               |  |  |                        |  |
| …                                             |   | … |          |  |  |       |  |  |                               |  |  |                        |  |
|                                               |   | … | …        |  |  |       |  |  |                               |  |  |                        |  |
|                                               |   | … | …        |  |  |       |  |  |                               |  |  |                        |  |
|                                               |   | … | …        |  |  |       |  |  |                               |  |  |                        |  |
|                                               |   | … |          |  |  |       |  |  |                               |  |  |                        |  |